# حسین شهبازی
حسین شهبازی (زادهٔ ۱۲ اسفند ۱۳۷۴) کشتی‌گیر اهل ایران در وزن‌های ۹۲ و ۹۷ کیلوگرم کشتی آزاد است. شهبازی نائب قهرمان آسیا در سال ۲۰۱۷ و دارندهٔ دو مدال برنز قهرمانی زیر ۲۳ سال جهان در سال‌های ۲۰۱۸ و ۲۰۱۹ است.

## فعالیت حرفه‌ای ورزشی

### قهرمانی آسیا ۲۰۱۷
در مسابقات قهرمانی کشتی آسیا ۲۰۱۷ شهبازی در وزن ۹۷ کیلوگرم پس از استراحت در دور نخست در دور دوم مین وون سه او از کره جنوبی را ۱۰ بر صفر شکست داد و راهی دور نیمه‌نهایی شد. شهبازی در این مرحله نائویا آکاگوما از ژاپن را با امتیاز ۶ بر ۲ شکست داد و راهی رقابت نهایی شد و در این دیدار در یک کشتی نزدیک ۶ بر ۴ مقابل ماگومد ابراگیموف صاحب مدال برنز المپیک ۲۰۱۶ ریو از کشور ازبکستان شکست خورد و به مدال نقره رسید.

### زیر ۲۳ سال جهان ۲۰۱۸
در مسابقات قهرمانی کشتی زیر ۲۳ سال جهان ۲۰۱۸ در وزن ۹۲ کیلوگرم حسین شهبازی پس از استراحت در دور نخست در دور دوم در مصاف با ایلجا ماتوهان از آلمان با حساب ۱۰ بر صفر پیروز شد و به دور یک‌چهارم نهایی راه یافت و در این مرحله تاکاشی ایشیگورو از ژاپن را با نتیجهٔ ۲ بر یک شکست داد و به دور نیمه‌پایانی گام نهاد. شهبازی در این مرحله مقابل اصلانبک سوتیف از روسیه با نتیجهٔ نزدیک ۱۰ بر ۱۰ مغلوب و راهی دیدار کسب مدال برنز شد و با پیروزی ۴ بر ۲ برابر ایراکلی متسیتوری از گرجستان به این مدال دست پیدا کرد.

### زیر ۲۳ سال جهان ۲۰۱۹
در وزن ۹۲ کیلوگرم مسابقات قهرمانی کشتی زیر ۲۳ سال جهان ۲۰۱۹ حسین شهبازی دور نخست را با استراحت پشت سر گذاشت و در دور دوم با نتیجهٔ ۱۲ بر ۲ مغلوب بو دین نیکال از آمریکا شد و با توجه به حضور این کشتی‌گیر در دیدار پایانی به گروه شانس دوباره برای کسب جایگاه سوم رفت. شهبازی در این گروه ابتدا ۵ بر ۴ تاکومی تانیزاکی از ژاپن را مغلوب کرد و مجوز دیدار برابر کسب جایگاه سوم را کسب کرد. وی در این دیدار مقابل شامیل زوبایروف از آذربایجان با حساب ۵ بر یک به برتری رسید و صاحب مدال برنز شد.